# Foro colonial de Tarraco

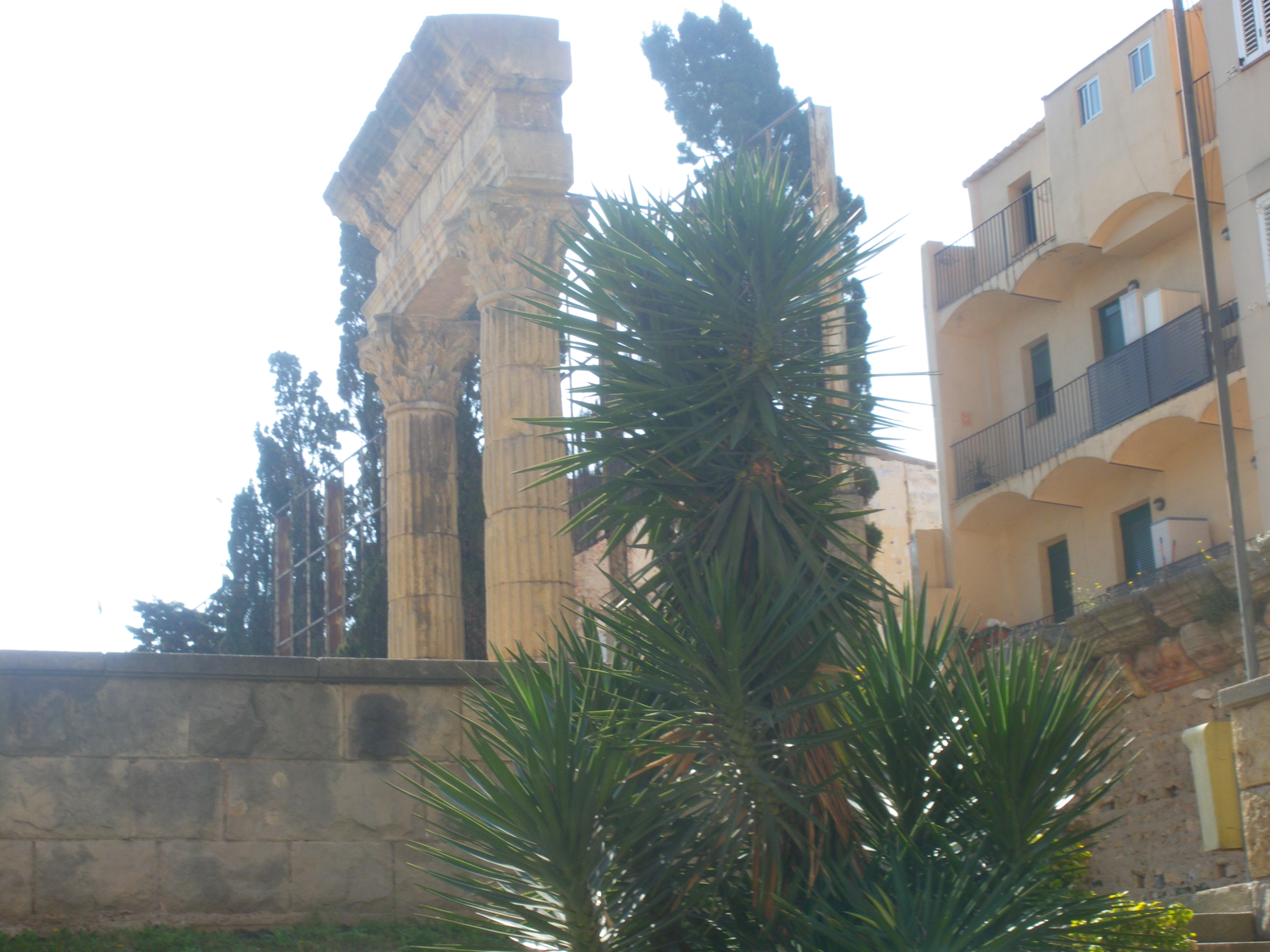
Detalles del foro.

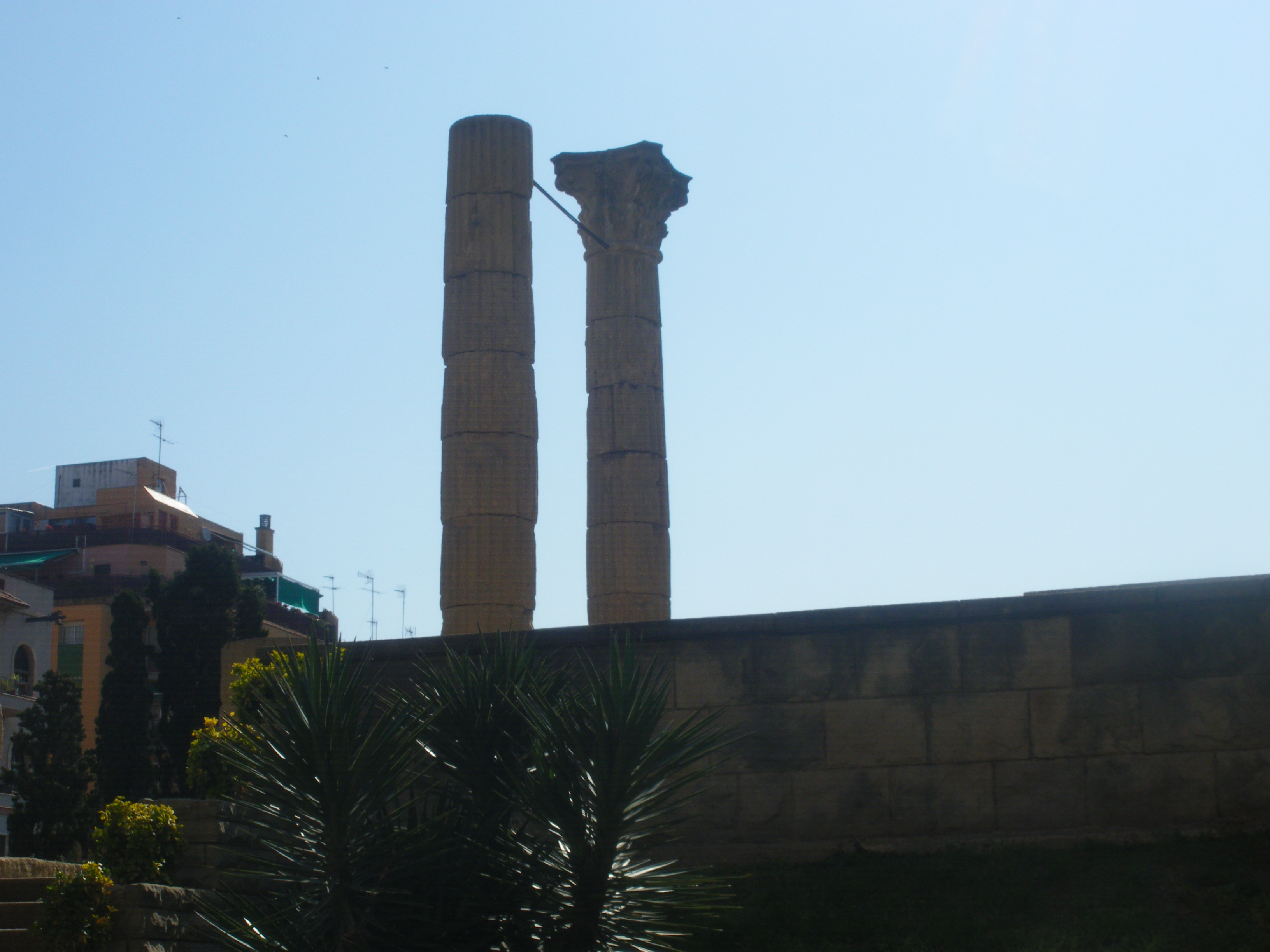
Detalles del foro.

El Foro colonial de Tarraco, capital de la provincia de Hispania Citerior, es el espacio donde se desarrollaban los asuntos administrativos y comerciales de la ciudad romana. Es una de las localizaciones del Lugar Patrimonio de la Humanidad (Cairns, 2 de diciembre de 2000) denominado Conjunto arqueológico de Tarraco, en concreto identificado con el código 875-005. 
Declarado Bien Cultural de Interés Nacional (BCIN) según el Decreto del 26 de marzo de 1954 (R-I-55-0068).

## Historia
Los vestigios arqueológicos del foro de la Colonia fueron documentados a partir de la segunda mitad del siglo XIX, cuando fueron derribadas las antiguas murallas renacentistas que cerraban la ciudad a la altura de la actual Rambla Nova. Las evidencias de que los restos eran de gran importancia provocaron, cerca de 1920, la excavación arqueológica de la parte que aún no había sido urbanizada y que hoy se corresponde con el recinto conocido como el Foro de la Colonia o Foro local.
El conjunto está formado por dos zonas separadas por la Calle Soler y unidas entre sí por un puente metálico sobre la calle. En la primera zona, ubicada entre las calles Lleida, Cervantes y Soler, se encuentra la basílica jurídica, una tribuna y restos de casas anteriores; mientras que en la segunda zona, delimitada entre las calles Soler, Cervantes y Fortuny, se encuentra parte del Capitolio, restos de una plaza y de una isleta de casas parcialmente rodeada por calles, una de ellas empedrada.
El edificio central del foro consiste en una plaza rectangular de unos 58 x 12,5 m; a su alrededor se abre un pórtico con columnas de 6,10 metros de altura. Al fondo del pórtico norte, y comunicando con él mediante amplias arquerías, hay unas dependencias —tabernae u hostales— que miden de 2,90 x 3,90 m. En medio de la hilera de tiendas hay una amplia estancia: es la curia, espacio donde se reunían las asambleas del senado local. El techo del pórtico era de madera, mientras que las tabernaeestaban cubiertas con bóveda de piedra. Todos los muros y los elementos arquitectónicos son de piedra arenisca local.
La basílica, lugar de reunión social, administrativa, política y también judicial, era un edificio cubierto de tres naves, la nave central era el doble de ancha que las laterales. El porticado interior que separaba las naves, estaba formado por columnas corintias (14x4). Actualmente se conservan in situ siete bases de las columnas en la esquina sudeste. Una peculiaridad de la basílica de Tarraco es que disponía de una serie de pequeñas estancias, situadas en uno de sus lados, con una anchura igual a los intercolumnios, que hay que relacionar probablemente con la administración pública. Una sala central, en el centro de las pequeñas estancias, presidía el interior de la basílica, y era un lugar de reunión del senado local, la curia.
Al exterior de la basílica, justo al lado de la Calle Soler, por encima de antiguas cloacas, se pueden observar restos de una tribuna relacionada con la plaza, conservada en el segundo sector del recinto. Detrás de la basílica se encuentra la cisterna de una casa particular que debió de derruirse para poder construir la basílica.
Una vez cruzado el puente, en la segunda zona, se llega a un espacio que probablemente era una plaza, dónde fueron encontrados muchos restos de estatuas imperiales. 
También encontramos un edificio con unos depósitos revestidos de gruesas placas de piedra y un pequeño patio con pequeñas columnas; probablemente formaban parte de un conjunto más grande relacionado con la administración de la ciudad.
Junto a los edificios actuales encontramos los restos del Capitolio. Este era el templo principal de Tarraco, dedicado a Júpiter, Juno y Minerva. La parte conservada del templo se limita a los cimientos de hormigón romano (opus caementicium), alternados con sillares de la parte posterior del templo, que quedaba cerrada por un muro ciego. Por lo tanto, desde la calle del empedrado solo se veía un muro ciego, ya que la fachada del templo estaba encarada en dirección SO, donde ahora se encuentra la Calle Gasòmetre.
La calle empedrada, parcialmente reconstruida, limita en un lado con una isla de casas, donde se conserva una fachada en toda su longitud. Algunas de esas casas presentan grandes silos en el interior, que correspondrían a una etapa anterior.
El foro de Tarraco fue destruido por un incendio durante una incursión de los bárbaros, y finalmente se perdió el rastro. A finales del siglo XIX, al urbanizarse este sector de Tarragona, se puso al descubierto parte de las ruinas del foro local. Los hallazgos de la basílica, el pórtico con las (tabernae) y la curia, y la probable existencia de un templo acreditan su función central, que sería simultáneamente mercado y lugar de administración y representación para la ciudad.